# Retuerta del Bullaque
Retuerta del Bullaque è un comune spagnolo di 1 019 abitanti situato nella comunità autonoma di Castiglia-La Mancia. Come si evince dal nome il territorio comunale è bagnato dalle acque del fiume Bullaque.